# Minor Threat (álbum)
Minor Threat es un álbum recopilatorio de la banda americana de hardcore punk, Minor Threat. Este fue lanzado en marzo de 1984 por Dischord Records. La recopilación se compone de los dos primeros EP de la banda, Minor Threat (lanzado en junio de 1981) e In My Eyes (lanzado en diciembre de 1981. El LP cuenta con la misma portada del EP Minor Theat, realizado por Alec hermano del vocalista Ian MacKaye. La imagen fue imitada por algunas bandas punks como Rancid en su álbum ...And Out Come the Wolves y en la campaña Major Threat realizada por Nike.
Todos los tracks de los EP Minor Threat y In My Eyes se encuentran disponibles en el CD recopilatorio Complete Discography (1989) y también en Dischord 1981: The Year in 7"s.

## Track listing Minor Threat
| Minor Threat EP |                         |                       |          |  |
| N.º             | Título                  | Escritor(es)          | Duración |  |
| 1.              | «Filler»                | Minor Threat          | 1:32     |  |
| 2.              | «I Don't Wanna Hear It» | Ian MacKaye           | 1:13     |  |
| 3.              | «Seeing Red»            | Jeff Nelson, MacKaye  | 1:03     |  |
| 4.              | «Straight Edge»         | MacKaye               | 0:46     |  |
| 5.              | «Small Man, Big Mouth»  | MacKaye               | 0:55     |  |
| 6.              | «Screaming at a Wall»   | MacKaye               | 1:32     |  |
| 7.              | «Bottled Violence»      | MacKaye, Brian Baker  | 0:54     |  |
| 8.              | «Minor Threat»          | MacKaye, Lyle Preslar | 1:27     |  |

## Track listing In My Eyes
| In My Eyes EP |                                |                         |          |  |
| N.º           | Título                         | Escritor(es)            | Duración |  |
| 9.            | «In My Eyes»                   | Minor Threat            | 2:49     |  |
| 10.           | «Out of Step (With the World)» | Minor Threat            | 1:20     |  |
| 11.           | «Guilty of Being White»        | MacKaye                 | 1:17     |  |
| 12.           | «Steppin' Stone»               | Tommy Boyce, Bobby Hart | 2:12     |  |

## Personal
- Ian MacKaye - voz
- Lyle Preslar - guitarra, coros
- Brian Baker - bajo, coros
- Jeff Nelson - batería

Intérpretes adicionales
- Alec MacKaye - voz

Producción
- Skip Groff; Minor Threat - productor
- Don Zientara - ingeniero
- Minor Threat; Don Zientara - mezcla
- Skip Groff - mastering
- Jeff Nelson - diseño gráfico
- Susie Josephson - arte de portada (Minor Threat)
- Gary Cousins - arte de portada (In My Eyes)
- Anna Connelly - arte de contratapa (In My Eyes)
- Glen E. Friedman; Al Flipside; Naomi Petersen - fotografía